# Orpheusgrasmücke
Die Orpheusgrasmücke (Curruca hortensis; Syn. Sylvia hortensis), auch Westliche Orpheusgrasmücke, ist ein Singvogel aus der Familie der Grasmückenartigen (Sylviidae). Die Orpheusgrasmücke ist in Mitteleuropa ein sehr seltener und nur in der Schweiz lokal vertretener Brut- und Sommervogel. Neben der Sperbergrasmücke ist sie eine der größten mitteleuropäischen Arten ihrer Gattung.

## Beschreibung

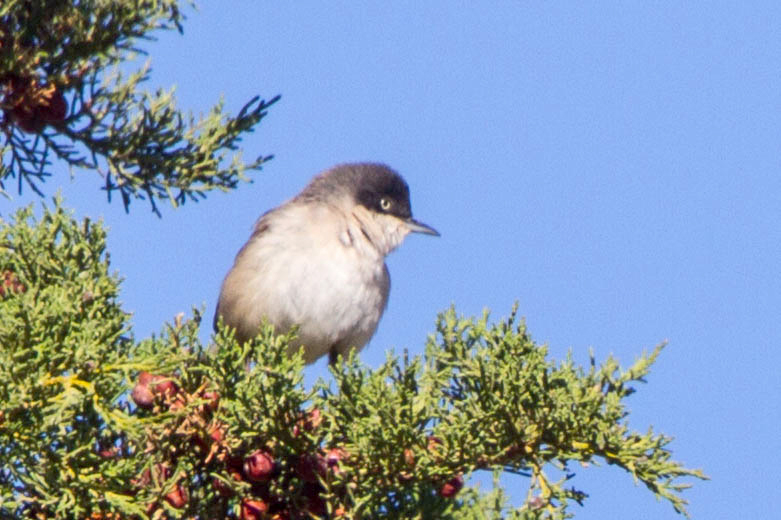
Orpheusgrasmücke in Marokko

Die Orpheusgrasmücke ist 14,5 bis 16 Zentimeter lang und wiegt 28 Gramm. Damit ist sie eine der größten Grasmücken und deutlich größer als die Mönchsgrasmücke.
Die Oberseite ist grau, die Unterseite ist schmutzig weiß, die Unterschwanzdecken sind verschwommen fleckig. Die Kehle ist hell. Der Schwanz ist gerade abgeschnitten und hat weiße Außenkanten. Der Schnabel ist kräftig und länger als der der Mönchsgrasmücke.
Adulte Männchen haben eine grauschwarze Stirn, Ohrdecken und Unteraugenstreifen. Der Kopf ist ansonsten dunkelgrau und geht verschwommen in den grauen Rücken über. Die Flügeldecken sind ebenfalls grau. Die Iris ist hellgelb.
Weibchen im Prachtkleid haben ebenso dunkle Ohrdecken und Unteraugenstreifen, der Kopf ist ansonsten olivgrau, deutlich weniger dunkel als beim Männchen. Der Rücken und die Flügeldecken sind bräunlich-grau. Die Flanken sind bräunlich angehaucht. Die Iris ist dunkel.
Immature Jungvögel im ersten Winter sind ähnlich wie die Weibchen gefärbt, jedoch sind die Ohrdecken und Unteraugenstreifen etwas heller, der Kopf ist hellgrau. Die Flanken sind deutlich stärker bräunlich, ebenso die Unterseite. Die Unterschwanzdecken sind hellgrau.

## Stimme
Der Ruf ist ein schnalzendes „täck“, das dem Ruf der Mönchsgrasmücke ähnelt. Bei Beunruhigung ruft die Orpheusgrasmücke auch surrend „trrrrr“, das an die Maskengrasmücke erinnert. Weiterhin ruft sie auch heiser „tschäh“, das der Sperbergrasmücke ähnelt.
Der Gesang der Nominatform (C. h. hortensis) in Südwesteuropa ist einfach und hat klare Motive, die ähnlich wie bei der Ringdrossel einige Male wiederholt werden, z. B. „TÜrü TÜrü TÜrü TÜrü … Líru Líru Líru trü …“. Der Gesang der Unterart S. h. crassirostris im Südosten hat längere und abwechslungsreichere Strophen und klingt ein wenig wie die Nachtigall, z. B. „TRÜ TRÜ TRÜ schiWÜ, jo-jo-jo-brü-TRíüh“.

## Lebensraum und Verbreitung
Die Orpheusgrasmücke lebt im Laubwald, z. B. Eichenwald, Olivenhainen oder üppiger Flussufervegetation, in hohem Buschwald mit vereinzelten Bäumen, meist an sonnigen, steinigen Berghängen, teilweise in Kiefernwald.
Das Verbreitungsgebiet ist der westliche und zentrale Mittelmeerraum. Im nördlichen Mittelmeerraum kommt die Art von Spanien bis Italien vor; im südlichen Mittelmeerraum von Marokko ostwärts über Algerien bis in den Nordwesten Tunesiens. Weiter ostwärts gibt es noch lokale Verbreitungsgebiete in Libyen.
In den Brutgebieten ist der Langstreckenzieher etwa von April bis August zu beobachten. Ihre Überwinterungsgebiete hat die Orpheusgrasmücke in Afrika in einem Streifen südlich der Sahara ungefähr im Bereich der Sahelzone und dort von der Westküste Afrikas etwa bis zur Ostgrenze des Tschad.

## Ernährung
Die Orpheusgrasmücke ernährt sich von Spinnen, Weichtieren, Beeren, Insekten und deren Larven.

## Fortpflanzung

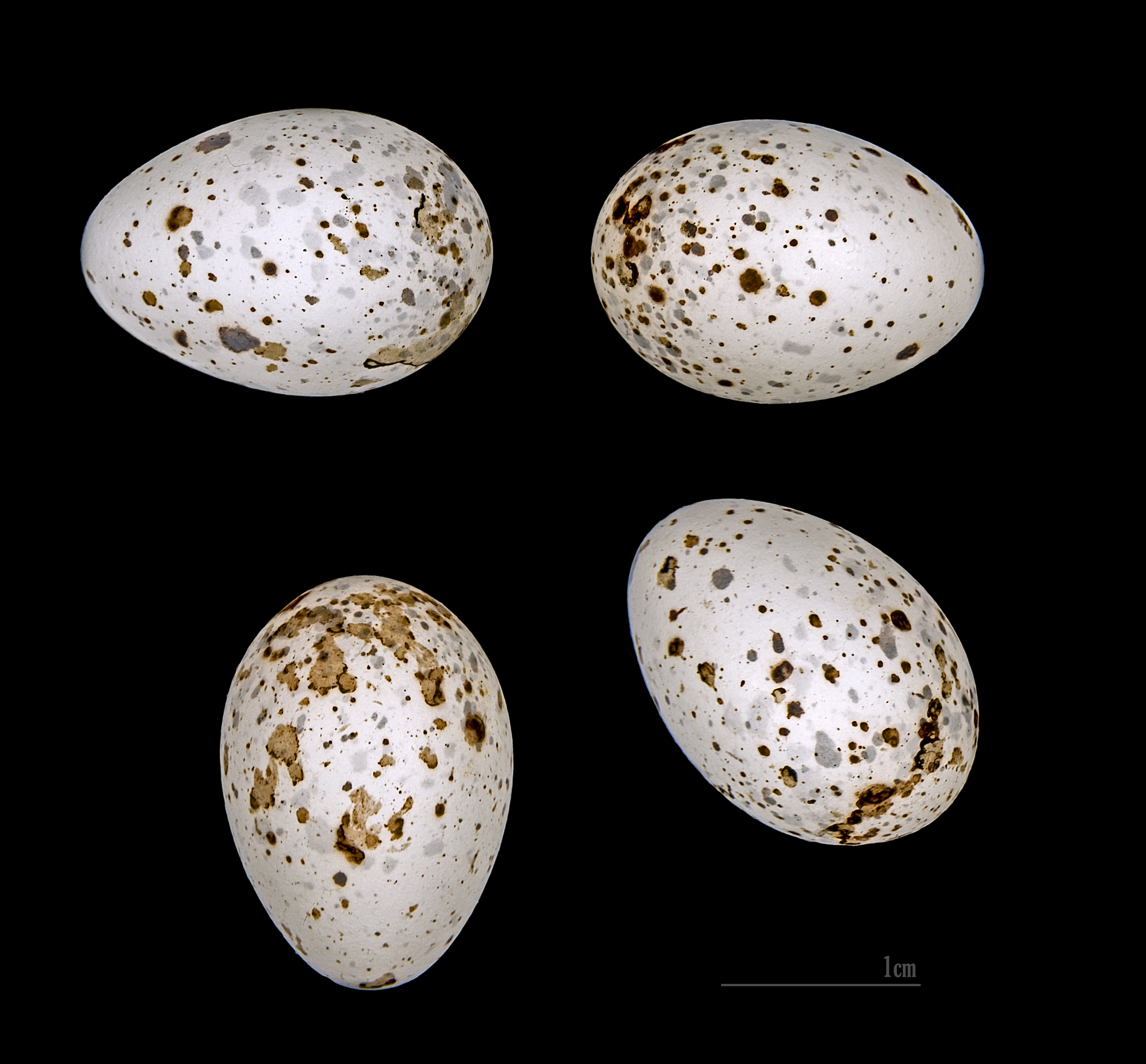
Eier der Orpheusgrasmücke

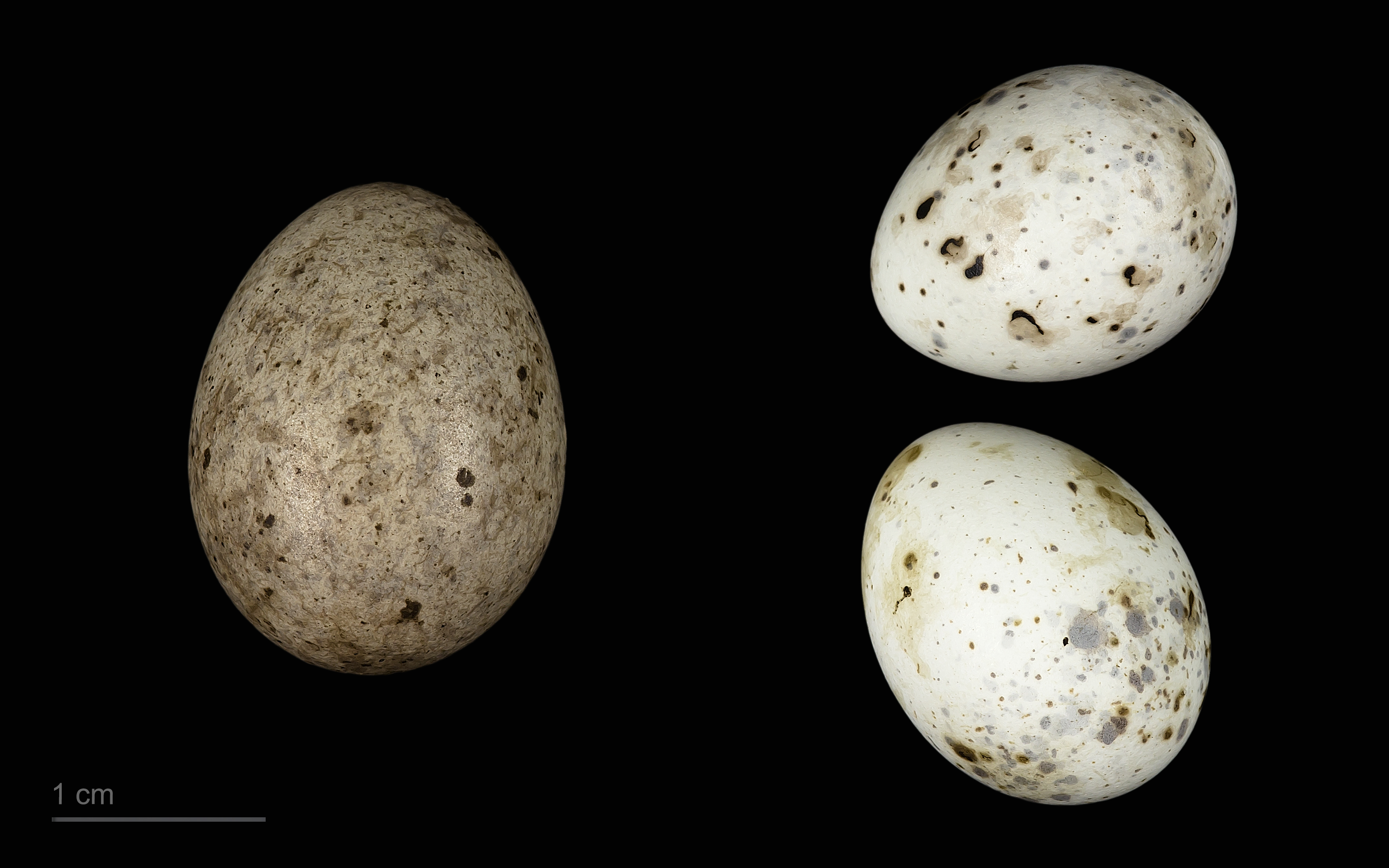
Links: Cuculus canorus bangsi rechts: Sylvia hortensis, Sammlung Museum von Toulouse

Ab dem Alter von einem Jahr sind Orpheusgrasmücken geschlechtsreif. Das aus Gräsern, Wurzeln, Haaren und Halmen erbaute, napfförmige Nest wird meistens in Brusthöhe in einem Busch oder niedrigem Baum gebaut. Die 4 bis 5 Eier werden von Mai bis Juli 12 bis 14 Tage lang von beiden Partnern bebrütet. Die Jungvögel schlüpfen nackt und bleiben 13 bis 14 Tage im Nest.

## Systematik
Sehr nah mit der Orpheusgrasmücke verwandt ist die Nachtigallengrasmücke (auch Östliche Orpheusgrasmücke), die beide wegen geringer Verschiedenheiten in Gesang und Gefiederfärbung seit Kurzem jeweils eigenen Artstatus erhalten haben.